# Genshin
Genshin (japonais : 源信; 942 - 6 juillet 1017), également connu sous le nom de son titre honorifique Eshin Sōzu, est le plus influent d'un certain nombre de penseurs de l'école du bouddhisme Tendai actifs au cours des Xe et XIe siècles au Japon.  
Il a également joué un rôle essentiel dans le développement, au Japon, du bouddhisme de la Terre pure et dans la propagation de la pratique du nenbutsu, en particulier par le biais de son ouvrage intitulé Ōjōyōshū (« Somme sur la naissance dans la Terre Pure »), rédigé en 984-985, en cinq mois, et qui marque son génie. Un de ses apports principaux est la propagation de la pratique du nenbutsu pour tous, en particulier grâce au « nenbutsu au moment de la mort ». 

## Biographie

### Enfance et jeunesse
Genshin est né en 942 dans un petit village du nom de Taima, à une journée de voyage au sud de Kyôto, la capitale. Sa mère aurait été membre des Minamoto, une famille de l'aristocratie provinciale, qui était une pratiquante fervente de la Terre pure. Genshin a sans doute perdu son père à un jeune âge — il serait mort en 948, et aurait demandé à son fils de devenir moine bouddhiste — et à l'âge de neuf ans, Genshin rejoint le temple Enryaku-ji, siège de l'école Tendai sur le mont Hiei pour accomplir son noviciat. Il est officiellement attesté qu'il a été ordonné en 945, à l'âge de treize ans, et devient ensuite un disciple de Ryôgen, le dix-huitième abbé de la secte Tendai. 
Si quelques épisodes de sa vie relèvent sans doute de la légende ou de l'hagiographie (par exemple, un discours qu'il aurait adressé à l'âge de quinze ans à l'Empereur, au Palais impérial), un certain nombre de faits sont avérés. En 967, Genshin se retire à Yokawa — un des temples du complexe Tendai de l'Enryaku-ji — dans la partie appelée Eshin. Puis à trois reprises, en 973, 974 et 984, il a occupé d'importantes fonctions dans l'école Tendai. 

### Maturité
Entre le onzième mois de l'an 984 et le quatrième de 985, il compose l'Ōjōyōshū, une brillante synthèse sur le nenbutsu et la Terre pure, et d'avoir réussi cela en seulement cinq mois témoigne de son génie — deux ans plus tard, l'ouvrage fut d'ailleurs envoyé au quartier général de l'école Tientai en Chine, où il fut reçu avec enthousiasme.
En 986, Genshin participe à la création d'une association pieuse, la « Société Nenbutsu des Vingt-cinq » (Nijūgo Zammai E), qui fut la première société véritablement consacrée au nenbutsu au Japon. Il s'agit aussi d'une fraternité spirituelle entre ses membres, qui veulent s'entraider de toutes les manières possibles dans cette vie et dans les vies à venir pour réaliser le salut de la Terre pure ainsi que la bouddhéité. Il est d'ailleurs possible que l'Ōjōyōshū ait été composé pour servir de guide aux dévotions des membres de la société.

### Promotion officielle et artiste
En 1004, Genshin se voit promu au rang de Gon Shōsōzu, ce qui est une des plus hautes fonctions de prélat au Japon, à la suite de quoi son titre officiel devient Eshin Sōzu Genshin (« Moine principal d'Eshin » ou « Superviseur des moines d'Eshin ») ; Genshin était également appelé ainsi parce qu'il vivait dans une salle appelée Eshin-in. Mais l'année suivante, il renonce à ce titre pour consacrer, semble-t-il, le reste de sa vie à la dévotion et à l'étude.   
Genshin fut aussi peintre et sculpteur, et ses peintures du bouddha Amida en train d'accueillir les croyants dans sa Terre pure a contribué à faire de ce sujet un thème populaire au Japon. Cependant on ne sait pas vraiment si certaines de ses œuvres sont parvenues jusqu'à nous. D'autre part, il fit créer des œuvres d'art (peintures, sculptures) afin de diffuser la doctrine de l'amidisme dans les milieux populaires.   

### Mort
Il meurt à l'âge de soixante-seize ans, le dixième jour du sixième mois de 1017, et cette date continue à être célébrée par une cérémonie au Yokawa du mont Hiei.  

## Œuvre

### Le contexte: âge de fin du Dharma et vœu d'Amida
Genshin est un intellectuel et un religieux de haut vol, qui embrassa une doctrine de dévotion au Bouddha Amida. Cette doctrine se développe sur fond d'une théorie qui joua un rôle important dans le bouddhisme au Japon, tout particulièrement dans le développement du nenbutsu et, parallèlement, de celui des écoles de la Terre pure comme le Jōdo shū et le Jōdo shinshū. En effet, durant toute l'ère de Heian, on voit croître la conscience que le mappō-jidai — la période de la « fin du Dharma » (la Loi bouddhique) est imminente. Une fois cette ère commencée (elle devait durer dix mille ans), la vraie pratique du bouddhisme et l'éveil (bodhi) auraient disparu et il les deux seraient plus irréalisables ; il ne resterait que la Loi — qui allait à son tour entrer en décadence. La capacité spirituelle de l'homme allait donc être au plus bas,,.   
L'idée s'est fait jour alors que le seul espoir de salut résidait e dans le recours à la puissance du bouddha Amida. Car les croyants seront désormais incapable de suivre par eux-mêmes la voie du Bouddha (ce qu'on appelle jiriki, « force de l'individu ») et qu'il devront au contraire s'en remettre à la « force de l'autre », ce qu'on appelle tariki), ce qui revient à s'en remettre à Amida et à l'un des vœux qu'il a faits, à savoir que tous les êtres vivants, dans tout l'univers (et donc dans notre monde), qui pratiquent le nenbutsu avec foi et désir sincère de renaître dans sa Terre pure y renaîtront sans exception,. 

### L'œuvre de Genshin
On met au crédit de Genshin un très grand nombre d'ouvrages. L'édition Tendai de ses œuvres complètes comprend quatre-vingt-deux titres, auxquels s'ajoutent soixante-dix-huit autres ouvrages qui lui sont attribués dans divers autres catalogues. Il est cependant difficile de déterminer précisément lesquels sont vraiment dus à sa plume, et nombre d'entre eux (voire la majorité) sont sans doute des textes qui viennent de sa tradition, sans être de lui. 
Parmi ces titres, seule une vingtaine relèvent de la Terre pure, dont l'Ōjōyōshū, qui est son ouvrage le plus célèbre. En fait, bien qu'il soit avant tout connu pour ses travaux dans ce courant, la plupart de ses écrits montrent que Genshai est un auteur Tendai parfaitement orthodoxe, et de premier plan, dont les contributions dans ce courant comptent,. Il est d'ailleurs le fondateur de la branche Eshin du Tendai, une des deux écoles de ce courant,, et dans le bouddhisme Jōdo shinshū, il est considéré comme le sixième patriarche de la lignée. 

#### Ōjōyōshū
La doctrine de Genshin est exposée dans son magnum opus, l'Ōjōyōshū (往生要集 (« Recueil de l'essentiel pour s'en aller renaître [dans la Terre Pure] ») (985), dont les éditions ultérieures seront enrichies de représentations saisissantes du bonheur des bienheureux et de la souffrance de ceux condamnés au chaos. 
Ce texte qui offre une présentation systématique de la littérature chinoise de l'école de la Terre pure, a joué un rôle important dans l'établissement de la future école japonaise de la Terre pure.  Par ailleurs, le livre fut envoyé en Chine, au Temple Guoqing (jap. Kokusei-ji) sur le Mont Tiantai, et l'on rapporte qu'il y fut reçu avec enthousiasme. Il s'agit là d'un des rares ouvrages japonais repris en dans ce pays, où il influença à son tour le bouddhisme:  

##### Résumé
Dans ce livre, qui est une espèce de vaste anthologie commentée par Genshin et qu'il a divisée en dix chapitres, il décrit tout d'abord (chapitres 1-2-3) la misère des vies prises dans le cycle du samsâra et de ses renaissances. 
Dans le chapitre 4, qui est le cœur de l'ouvrage, il préconise cinq pratiques du nenbutsu : a) nenbutsu de vénération, b) de louange [praise], c) d'aspiration, d) de contemplation et finalement e) de dévotion [dedication]. La quatrième pratique (d), le nenbutsu de contemplation, est le centre de ces cinq divisions, et elle se subdivise à son tour en trois contemplations : d.1 ) tout d'abord celle des trente-deux marques du Bouddha, qui s'approfondit dans d.2) une deuxième méthode, elle aussi en deux parties — sur les aspects phénoménaux du bouddha Amida d'une part, sur sa nature ultime (au-delà des phénomènes) d'autre part. Ces différents nenbutsu sont considérés comme la plus haute forme de développement religieux. Mais leur complexité les rend difficilement accessibles, et Genshin propose d.3) une autre série de quatre méthodes bien plus accessibles : les trois premières sont encore des contemplations mais elles sont globalement « faciles » ; quant à la quatrième, elle est destinée, dit Genshin, à « celles et ceux qui sont incapables de contemplation doivent penser au Bouddha et l'appeler en toute conscience (...) et garder constamment sa pensée (nen) dans [leur] cœur », et qui vont elles-mêmes culminer dans la méthode la plus simple, destinées  
Le chapitre 5 présente différentes aides à la pratiques du nenbutsu, et résume l'essentiel des chapitres 4 et 5 (donc, les cinq aspects du nenbutsu et les aides). Le chapitre 6 discute du nenbutsu dans des occasions particulières, à savoir au cours de « sessions de nenbutsu » et au moment de la mort. Le chapitre 7 explique les avantages et les bienfaits du nenbutsu. Le chapitre 8 discute des relations du nenbutsu avec les pratiques qui ne relèvent pas du nenbutsu et montre la supériorité de ce dernier, tandis que dans le chapitre 9, Genshin discute différentes pratiques qui peuvent être bénéfiques à côté du nenbutsu.   
Derrière une apparence un peu décousue, le chapitre 10 (que l'on a souvent considéré comme une sorte d'annexe) aborde (dans huit des dix sections qui le constituent) une question essentielle — et même cruciale — de la foi dans la Terre pure à l'époque de Genshin : celle de la renaissance de l'« homme ordinaire », expression qui s'applique aux êtres qui ne sont pas encore arrivés à la première des dix Terres du bodhisattva, et qui sont principalement ceux à qui s'adressent les vœux d'Amida.  
Par ailleurs, en 1006, il publie l'Ichijô yôketsu — ouvrage en trois fascicules, dans lequel il affirme la possibilité pour tous les êtres de devenir bouddha. Cette affirmation est liée à la doctrine de l'« éveil originel » ou hongaku (本覚), à laquelle il adhérait, et selon laquelle chaque être est naturellement « éveillé » (bodhi)  mais l'ignore.

## Influence dans le Japon contemporain
L'influence de Genshin dans la culture japonaise contemporaine est principalement due à son traité Ōjōyōshū, en particulier les descriptions terribles du royaume de l'enfer bouddhiste (地獄 jigoku) qui ont inspiré un genre propre d'histoires d'horreur et de moralité. Le film japonais Jikogu (en) de Nobuo Nakagawa, sorti en 1960, a été influencé par l'Ōjōyōshū de Genshin, entre autres œuvres. 
Genshin laisse plus de trente ouvrages qui, aujourd'hui encore, nourrissent  la pensée de la Terre Pure. 
On notera que l'image d'Amida Nyorai dans le bâtiment principal du Yasaka-ji (en), sur l'île de Shikoku, passe pour être de la main de Genshin à l'époque de Nara[pas clair].